# Une invasion de macrobes
Une invasion de macrobes est un roman affilié au merveilleux scientifique de l'écrivain et médecin français André Couvreur, prépublié en feuilleton du 6 au 27 novembre 1909  dans la revue L'Illustration.
Ce roman est la première aventure de la saga littéraire mettant en scène le professeur Tornada, un savant mégalomane.

## Intrigue
Le professeur Tornada, désireux de se venger du manque de reconnaissance de ses pairs, augmente à la taille d'un immeuble des microbes qu'il lâche ensuite sur Paris,.

## Cycle des aventures du professeur Tornada

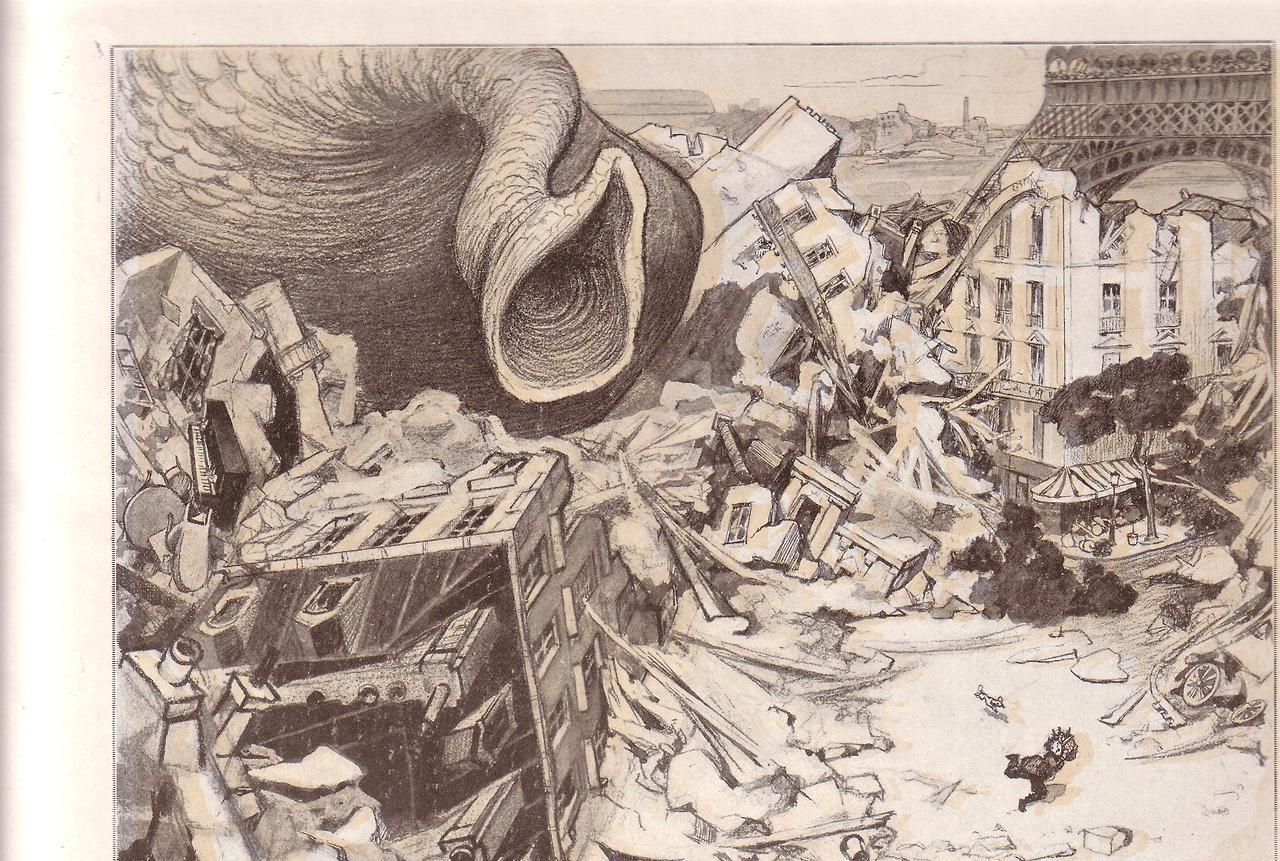
À la suite des agissements du professeur Tornada, le « micrococcus aspirator » sème la panique dans les rues de la capitale. Dessins d'André Devambez accompagnant la première publication en revue.

Le roman raconte les agissements du professeur Tornada, véritable archétype du savant fou qui crée une panique dans Paris en augmentant la taille de microbes. En effet, dans ce roman, André Couvreur délaisse son personnage principal récurrent, le chirurgien Caresco, pour un autre savant tout aussi mégalomane, bien que plus sympathique.
André Couvreur met en scène les agissements du professeur Tornada à travers sept récits. Ainsi, après Une Invasion de macrobes, il apparaît à nouveau dans le conte de presse Les Alliés (1917), dans les romans L'Androgyne (1922), Le Valseur phosphorescent (1923), puis dans la nouvelle Les Mémoires d'un immortel (1924), dans le court roman Le Biocole (1927) et enfin, dans la longue nouvelle Le Cas de la baronne Sasoitsu (1939).

## Éditions françaises
- Revue L'Illustration, du 6 au 27 novembre 1909 (ill. André Devambez).
- Éditions Pierre Lafitte, 1910.
- Éditions Tallandier, coll. « Le Lynx (collection littéraire) » no 7, 1940 (ill. Maurice Toussaint).
- Éditions Ombres, coll. « Petite bibliothèque Ombres » no 118, 1998.
- Éditions Apex, coll. « Periodica » no 20, 2001.